# 孕育心世界
《孕育心世界》（英語：Mother and Child）是一部2009年美國和墨西哥合拍的劇情片，由羅德里·哥賈西亞執導兼編劇，娜歐蜜·華茲、安妮特·班寧、凱莉·華盛頓、杰米·史密兹、山繆·傑克森、大衛·摩斯和大衛·拉姆西主演。電影劇情圍繞在三名女人上，一名五十歲的女人、她三十五年前放棄收養的女兒，以及一名想要收養自己孩子的女人。
該片2009年9月14日在多倫多國際影展以及2010年1月23日在聖丹斯電影節首映，並成為2010年馬里蘭電影節閉幕之夜選片。2010年5月7日在美國上映；2010年10月8日在墨西哥上映。

## 演員
- 娜歐蜜·華茲飾演伊莉莎白·喬伊斯
- 安妮特·班寧飾演凱倫
- 凱莉·華盛頓飾演露西
- 杰米·史密兹飾演帕可
- 山繆·傑克森飾演保羅
- 大衛·摩斯飾演湯姆·韋勒
- 大衛·拉姆西飾演喬瑟夫
- 艾米·布倫尼曼飾演史東醫生
- 馬克·布魯卡斯飾演史蒂芬
- 卡拉·嘉洛飾演史翠西
- 莎蕾卡·埃普斯飾演蕾·勞倫斯
- 塔緹亞娜·艾莉飾演瑪麗亞
- 布丽特妮·罗伯森飾演薇爾莉特
- 切利·琼斯飾演喬安妮修女
- 艾爾皮迪雅·卡洛里飾演索菲亞
- S·伊佩瑟·默克森飾演艾達
- 艾哈邁德·貝斯特飾演朱利安
- 拉坦亞·理查德森飾演卡蘿
- 艾琳·萊恩飾演諾拉
- 麗莎蓋·漢彌頓飾演萊蒂西亞·勞倫斯
- 伊莉莎白·潘娜飾演阿曼達

## 外部連結
- 互联网电影数据库（IMDb）上《孕育心世界》的资料（英文）
- Box Office Mojo上《孕育心世界》的資料（英文）
- 爛番茄上《孕育心世界》的資料（英文）
- Metacritic上《孕育心世界》的資料（英文）